# Serrat de l'Horabona
El Serrat de l'Horabona és una serra situada a cavall dels termes municipals de l'Estany i de Moià, a la comarca del Moianès. Té una elevació màxima de 1.055,9 metres d'altitud, al Puig Rodó.

El Serrat de l'Horabona, respecte del terme de l'Estany

Està situat a l'extrem sud-oriental del terme estanyenc, on s'estén de sud a nord i en la zona nord del de Moià. Té el seu punt més septentrional, i baix, al nord, a llevant de l'extrem meridional del poble de l'Estany, al Coll Sobirà, a través del qual enllaça amb la Serreta. Des d'aquest lloc va pujant cap al sud i, a partir de la meitat, cap al sud-est. Prop del Coll Sobirà es troba el turó de la Barra, de 965,3 metres d'altitud; 